# Gunong Geulugo
Gunong Geulugo is een bestuurslaag in het regentschap Nagan Raya van de provincie Atjeh, Indonesië. Gunong Geulugo telt 263 inwoners (volkstelling 2010).